# Екоджі I
Екоджі I Бхонсле (нар. 1629) — молодший зведений брат Шиваджі, засновник влади маратхів у Тханджавурі.

## Життєпис
Був молодшим сином Шахаджі, полководця Біджапура, та його молодшої дружини Тукабаї Мохіте. При народжені мав ім'я Венкоджі. 1664 року успадкував титул джаґіра Бенгалуру після смерті свого батька. У 1674 році за наказом біджапурського султану рушив до Тханджавурського наякства, щоб посадити претендента на трон Рагхаву. Він переміг наяка Алагірі, проте сам захопив Тханджавур, оголосивши у 1675 році себе раджою, змінивши ім'я на Екоджі.
У 1676-1677 роках чаттрапаті Шиваджі здійснив експедицію до Карнатаки, щоб висунути свої претензії на частину Бенгалуру. Також Шиваджі мав на меті підкорити владі маратхів всю Південну Індію. Утім вторгнення моголів змусило його відступити. Він призначив своїм намісником у Веллуру свого двоюрідного брата Сантоджі. Екоджі I натомість розпочав регулярні військові кампанії на територіях Сантоджі, щоб змусити того піти. Утім 1680 року Біджапур зазнав навали з боку Шиваджі, який узяв під свій контроль усі землі на північ від річки Колерун. Екоджі I був змушений стати васалом Шиваджі та сплачувати йому данину. Однак, після смерті Шиваджі сплата данини припинилась, а Тханджавур зберіг самостійне існування.